# 古町通

アーケード商店街「ふるまちモール」とその周辺の位置関係

古町通（ふるまちどおり）は、江戸時代からの新潟市（現中央区）の地名および通り名。現行行政地名は古町通1番町から古町通13番町。住居表示未実施区域。郵便番号は951-8063。

## 概要
江戸期から現在までの町名。白山神社に繋がる古町通1番町から13番町まで続く商店街。10番町より下手は古くからの住宅街が形成されており、13番町に至る。いわゆる繁華街は5番町から9番町までとその隣接地域が中心となっている。
もともとは本町通と呼ばれていたが、1617年（元和3年）に作られた新町の発展にともなって、古町と呼ばれるようになった。

### 隣接している町字
北から東回り順に、以下の町字と隣接する。
- 四ツ屋町
- 東堀通
- 一番堀通町
- 西堀前通
- 西堀通
- 田中町
- 二葉町

## 世帯数と人口
2018年（平成30年）1月31日現在の世帯数と人口は以下の通りである。
| 町丁               | 世帯数  | 人口    |
| ------------------ | ------- | ------- |
| 古町通1番町        | 19世帯  | 34人    |
| 古町通2番町        | 149世帯 | 226人   |
| 古町通3番町        | 49世帯  | 77人    |
| 古町通4番町        | 102世帯 | 139人   |
| 古町通5番町        | 67世帯  | 80人    |
| 古町通6番町        | 22世帯  | 27人    |
| 古町通7番町        | 13世帯  | 31人    |
| 古町通8番町・9番町 | 40世帯  | 64人    |
| 古町通10番町       | 72世帯  | 123人   |
| 古町通11番町       | 70世帯  | 109人   |
| 古町通12番町       | 94世帯  | 163人   |
| 古町通13番町       | 264世帯 | 516人   |
| 計                 | 961世帯 | 1,589人 |

## 歴史

### 年表
- 1655年（明暦元年） : 現在地に移転。
- 1872年（明治5年）10月 : 町名改正を実施。
- 1879年（明治12年）4月9日 : 新潟町の区制移行により、新潟区の町丁となる。
- 1889年（明治22年）4月1日 : 新潟区の市制施行により新潟市の町丁となる。
- 2007年（平成19年）4月1日 : 新潟市の政令指定都市移行により、中央区の町丁となる。

## 小・中学校の学区
市立小・中学校に通う場合、学区は以下の通りとなる。
| 町丁         | 番地 | 小学校               | 中学校                 |
| ------------ | ---- | -------------------- | ---------------------- |
| 古町通1番町  | 全域 | 新潟市立白山小学校   | 新潟市立白新中学校     |
| 古町通2番町  | 全域 | 新潟市立白山小学校   | 新潟市立白新中学校     |
| 古町通3番町  | 全域 | 新潟市立白山小学校   | 新潟市立白新中学校     |
| 古町通4番町  | 全域 | 新潟市立白山小学校   | 新潟市立白新中学校     |
| 古町通5番町  | 全域 | 新潟市立白山小学校   | 新潟市立白新中学校     |
| 古町通6番町  | 全域 | 新潟市立新潟小学校   | 新潟市立寄居中学校     |
| 古町通7番町  | 全域 | 新潟市立新潟小学校   | 新潟市立寄居中学校     |
| 古町通8番町  | 全域 | 新潟市立新潟小学校   | 新潟市立寄居中学校     |
| 古町通9番町  | 全域 | 新潟市立新潟小学校   | 新潟市立寄居中学校     |
| 古町通10番町 | 全域 | 新潟市立日和山小学校 | 新潟市立新潟柳都中学校 |
| 古町通11番町 | 全域 | 新潟市立日和山小学校 | 新潟市立新潟柳都中学校 |
| 古町通12番町 | 全域 | 新潟市立日和山小学校 | 新潟市立新潟柳都中学校 |
| 古町通13番町 | 全域 | 新潟市立日和山小学校 | 新潟市立新潟柳都中学校 |

## 地域

### 1番町から4番町

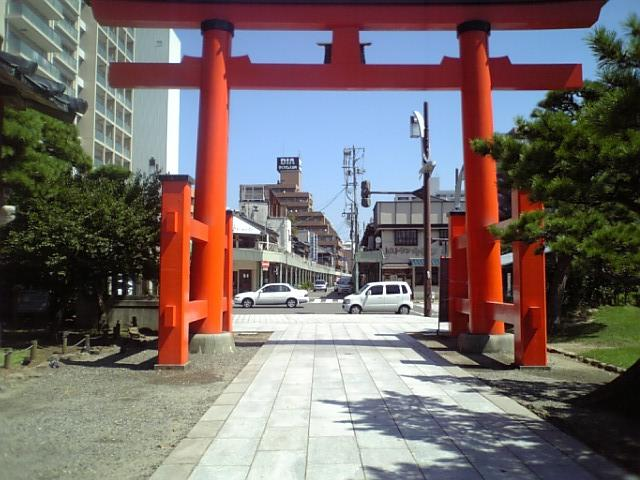
古町通1番町（白山神社から）

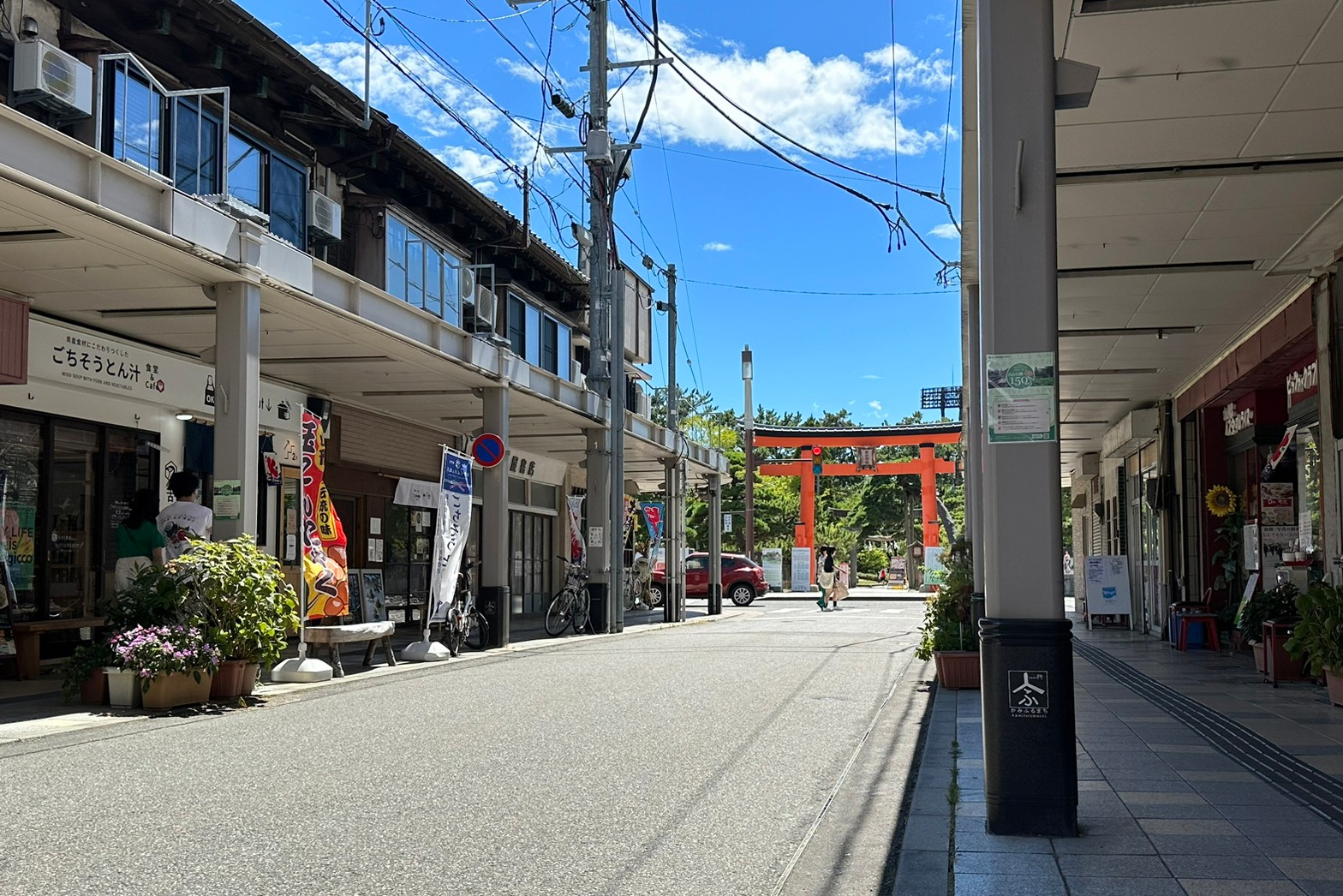
上古町商店街

鍛冶小路から上手の白山神社に繋がる古町通1番町から4番町までの区間。新潟大火による火災を免れた昭和初期の建物が多く残っており、老舗の商店が並ぶ。その一方で、若者が経営する店も出来ており、多様化が進んでいる。
主な企業・施設
- 2番町
  - 古町愛宕神社
  - 愛宕古町ビル
    - 新潟アルビレックスBB

  - 和僑商店
    - 古町糀製造所 

  - 国際こども・福祉カレッジ古町1号館
  - 国際こども・福祉カレッジ古町2号館
- 3番町
  - 大山祇神社
  - ヒッコリースリートラベラーズ
- 4番町
  - 考古堂書店

### 5番町・6番町
この区間から北側の7番町にかけてアーケード街（ふるまちモール）が広がっており、地名に合わせ「ふるまちモール5」「ふるまちモール6」と命名されている。
- ふるまちモール5には新潟市出身の漫画家、水島新司の代表作のキャラクターブロンズ像が並べられた「水島新司マンガストリート」がある。
- ふるまちモール6には街頭大型ビジョン「6ビジョン」が設置されているほか、一部の柱には店舗情報を検索できるタッチパネル式のディスプレーが内蔵されている。

主な企業・施設
- 5番町
  - 日本アニメ・マンガ専門学校
  - 山下家具店 新潟古町店
  - はり糸本店
  - 小川屋本店
  - 水島新司マンガストリート
- 6番町
  - 6ビジョン（街頭大型ビジョン）
  - 萬松堂本店
  - 古町演芸場
  - 新潟市マンガの家

### 7番町

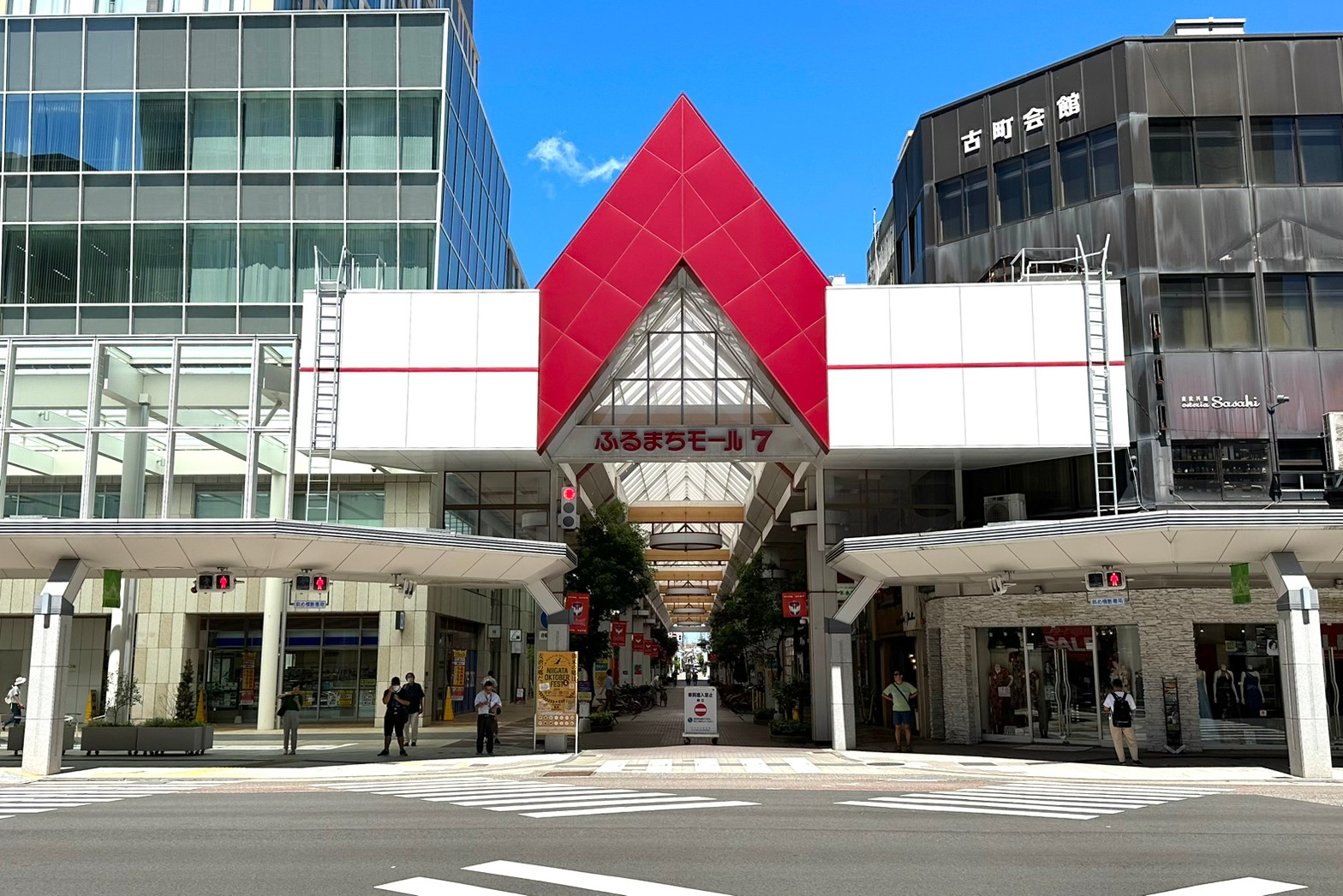
ふるまちモール7

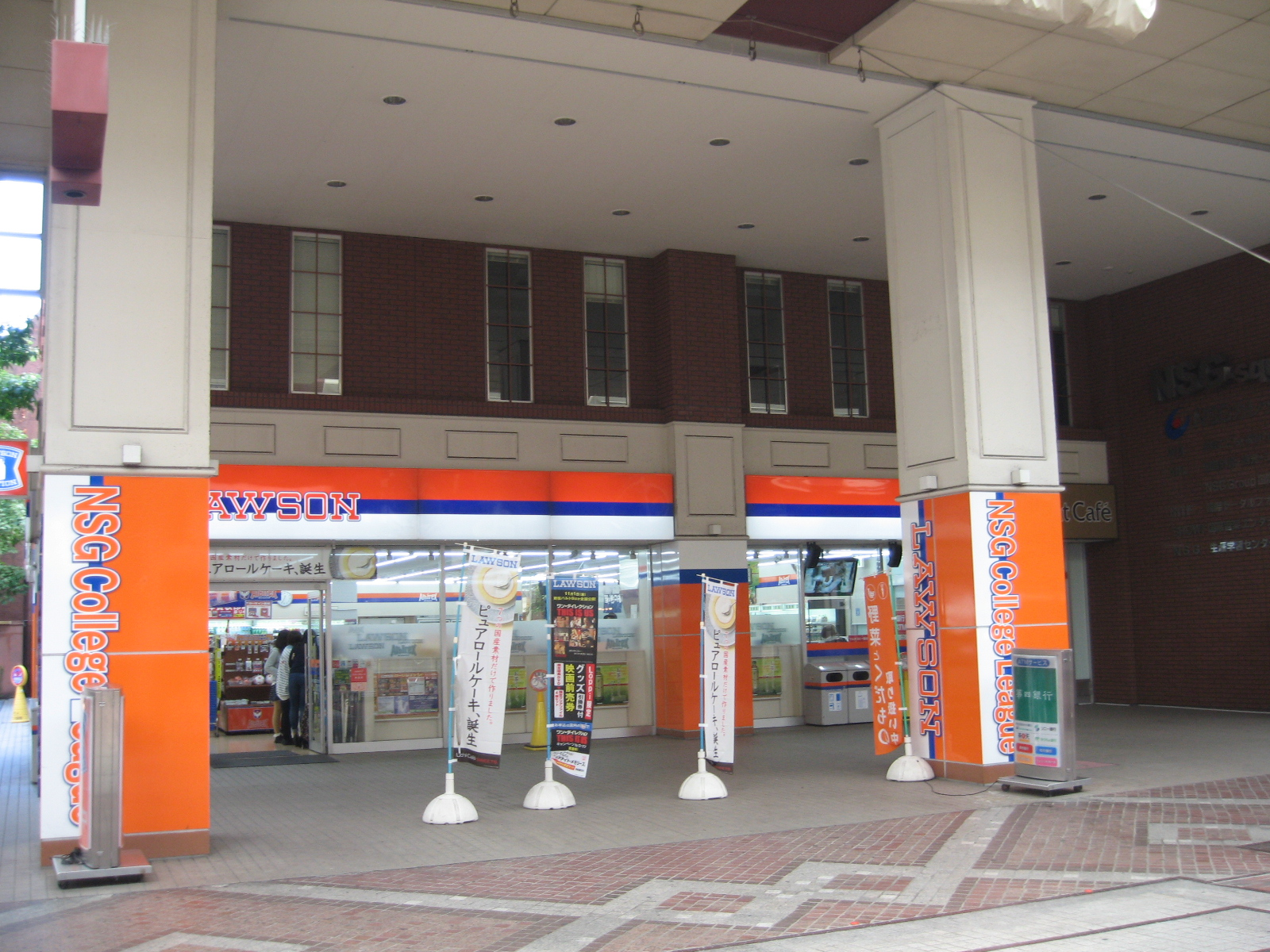
閉店前のローソンNSGスクエア店

アーケード街になっており、「ふるまちモール7」と命名されている。
- 春と秋のイベントとして「古町どんどん」、冬には「にいがた冬食の陣 当日座（古町会場）」が開催される。

主な企業・施設
- 古町ルフル
- NSG-square
  - 国際こども・福祉カレッジ
  - 国際外語・観光・エアライン専門学校
  - 国際映像メディア専門学校
  - 国際音楽・ダンス・エンタテイメント専門学校

かつて存在した施設
- ローソンNSGスクエア店（オレンジローソン） [8]

### 8番町・9番町

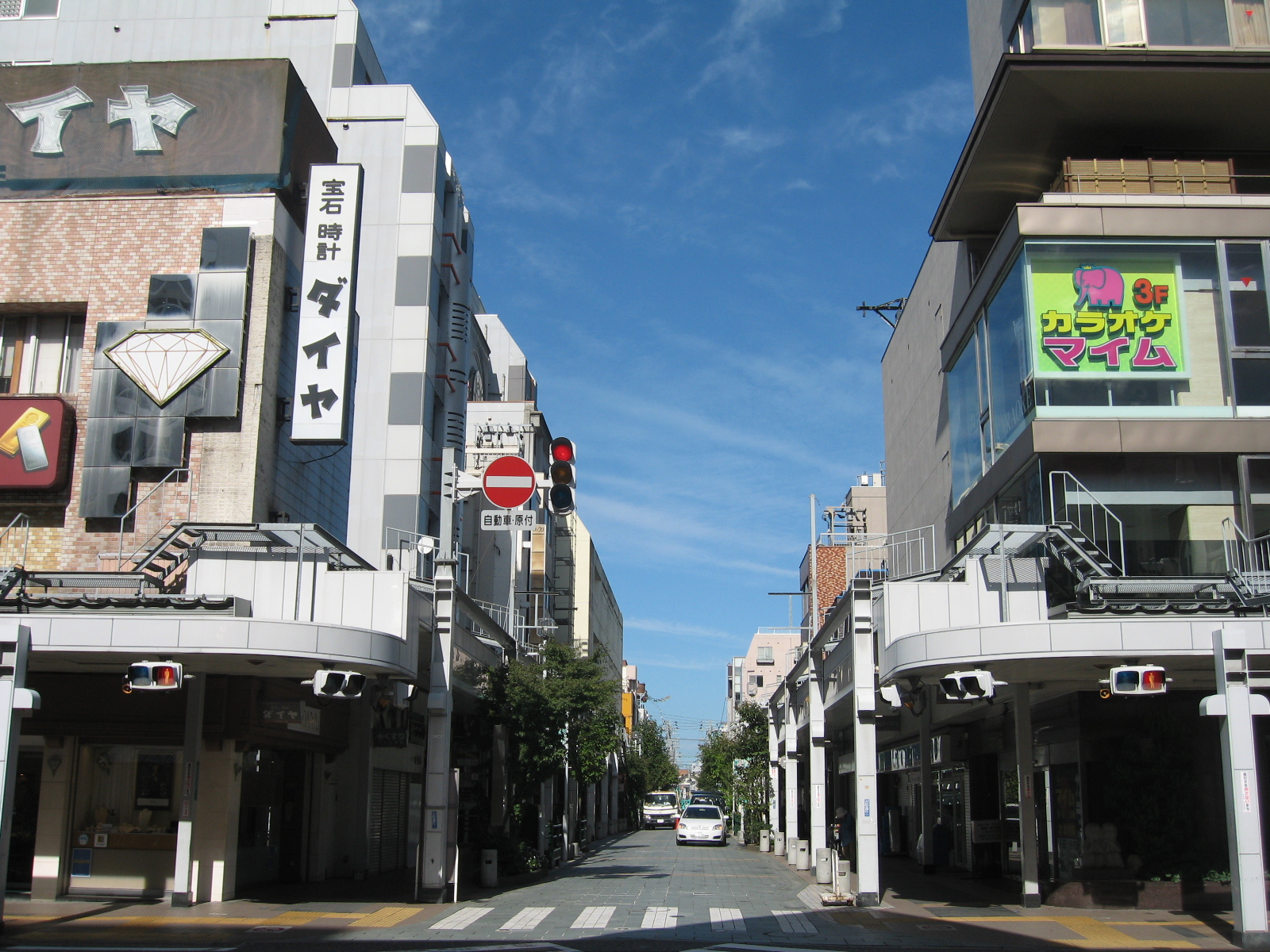
古町通8番町

歓楽街と称される地域であり、老舗料亭や芸妓置屋も営まれている。

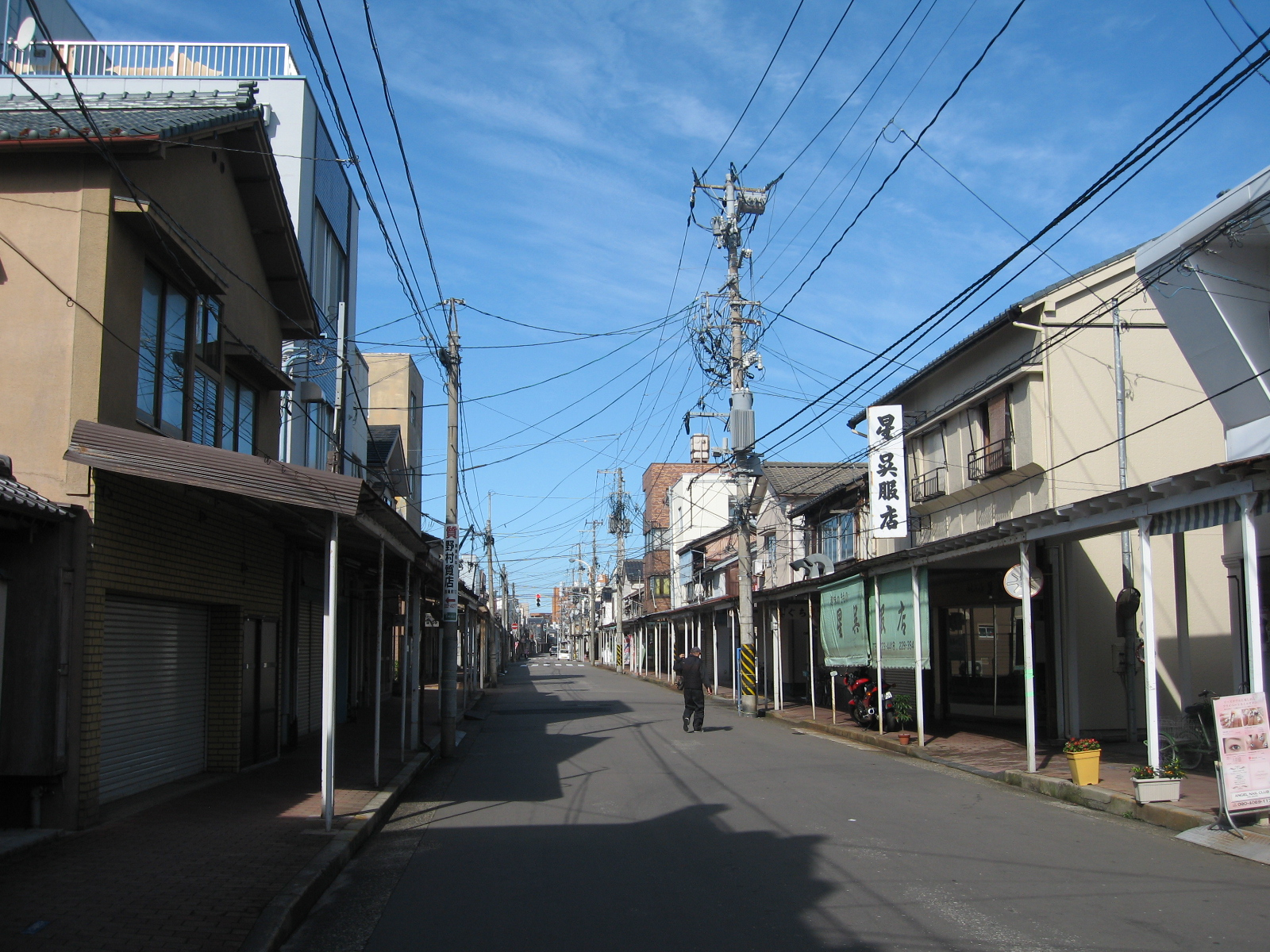
古町通10番町

## 文化
古町どんどん
古町通5番町から9番町を会場に、毎年5月と10月に開催されるイベント。1980年（昭和55年）から始まり、新潟中心商店街協同組合と古町通五番町商店街振興組合で構成される古町どんどん実行委員会が運営する。
にいがた冬食の陣 当日座
毎年2月に、古町会場として開催されるイベント。
明和義人祭
古町通1番町から6番町を会場に、例年8月下旬に開催されるイベント。2008年（平成20年）から始まり、新潟明和騒動の指導者・涌井藤四郎らの顕彰と慰霊を主旨としている。

## 交通

### 交差する小路
白山神社側（1番町側）から順に
- 一番堀通り（新潟県政記念館前）
- 新川小路（3番町と4番町の間）
- 鍛冶小路（4番町と5番町の間）
- 新津屋小路（5番町と6番町の間）
- 小原小路（6番町の中間地点）
- 柾谷小路（6番町と7番町の間）
- 新堀通り（7番町と8番町の間）

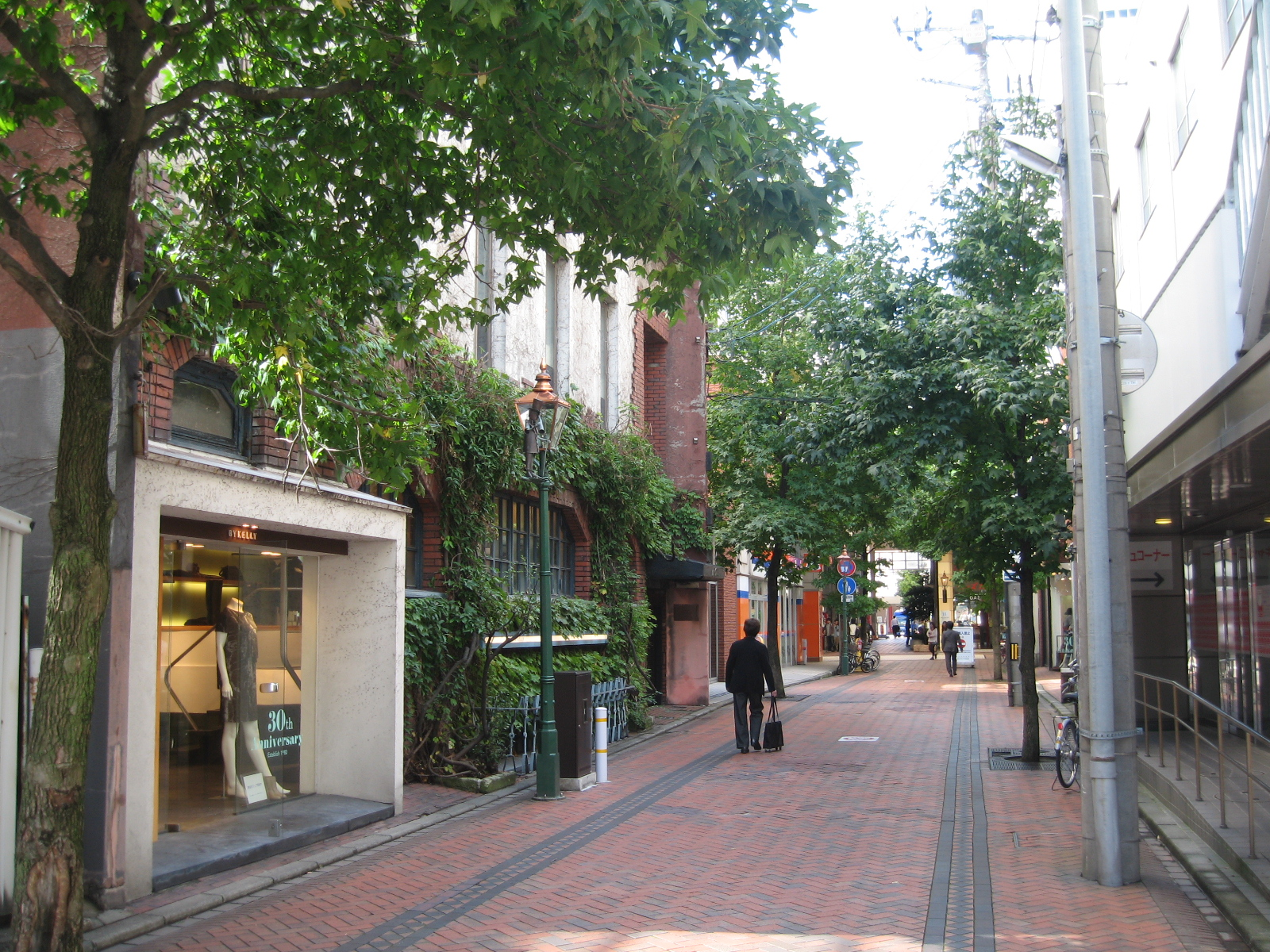
古町通7番町と交差する千歳小路

- 坂内小路（8番町と9番町の間）…県道はここで東側に曲がる。
- 広小路（9番町と10番町の間）…南へ行くと柳都大橋へ至る。
- 五菜堀（11番町と12番町の間）
- 横七番町通